# クアオルト
クアオルト（Kurort）は、ドイツ語で「療養地」を意味する。ドイツ語のクア（Kur）「治療・療養、保養のための滞在」とオルト（Ort）「場所・地域」という言葉から成り立っている。
ドイツでは、「クアオルトの概念規定」という基準に基づき、各連邦州が州法を制定して認定した特別な地域（基本的には自治体であるが、一部特別な企業体を含む）で、次の４つの療養要因で医療保険が適用される地域である。州の認定は国が認定したことになっている。
４つの療養要因とは「土壌に由来する温泉・蒸気・泥等」「気候」「海」「クナイプ式」。症状によって対応する療養地が選ばれ、専門医が治療する。入院・通院様々だが、最長３週間滞在して治療する。
1990年代後半までの医療制度改革により、治療としてのクアオルトの利用が制限された。現在では治療客は1～2割に減少し、医科学的な根拠に基づく健康づくりとして、自費で健康プログラムを活用する保養客が8～9割を占めるようになっている。その意味では、療養地というより健康保養地の性格が強くなっている。
ドイツの2015年におけるクアオルトの利用状況
- 宿泊数 : 117,872,581泊
- 滞在客数 : 24,284,073人
- 平均宿泊日数 : 4.70泊

## ４つの療養要因
治癒、緩和、予防に効果のある下記の自然の治療薬を療養要因としている
- 土壌（土に由来する温泉や泥・蒸気）
- 海（海に由来する海水・海風・海の泥など）
- 気候（太陽光線や正常な空気などの気候）
- クナイプ式

クナイプ式とは、セバスチャン・クナイプ牧師（1821～1897年）が、罹患した結核を自分で治癒した手法を体系化したもので、水療法・運動療法・食事療法・植物療法・秩序療法の5本の柱になり、自然の力を利用して自らの治癒力を高める治療手法である。

## 日本における普及
ドイツと日本では医療制度が異なるため、ドイツと同じ制度は困難である。そのため、日本の社会制度や風土、国民性に合わせた日本型のクアオルトは、地方自治体や企業が健康づくりとして取り組んでいる。日本型のクアオルトは1971年（昭和46年）、由布院温泉がある大分県の旧湯布院町（現由布市）から欧州視察に出かけ、南ドイツのクアオルト、バーデンヴァイラーのまちづくりに感銘を受けた志手康二（ホテル夢想園）、中谷健太郎（亀の井別荘）、溝口薫平（玉の湯）から始まった。彼らは、帰国後、たくさんの樹木を植栽しながら環境や景観を整え、落ち着いて穏やかな環境を守り、全国から高く評価されている。保養地の景観形成の他に、ドイツのテルメ（温泉施設）をモデルにした温泉を使用した運動施設「クアージュゆふいん」を建設し、住民の健康づくりを支えている。
このような自治体での取り組みとしては、旧湯布院町とまちづくりで交流があった山形県上山市が2008年から、クアオルトの中の「気候性地形療法」というドイツでは心臓リハビリや高血圧の治療に活用する手法を活用しながら、日本型のクアオルトを目指して取り組んでいる。2011年には由布市、上山市と、参詣道の熊野古道が世界遺産と認定された和歌山県田辺市が集まって、「温泉クアオルト研究会」を組織。お互いのノウハウを共有しながら日本型のクアオルトを目指すために全国大会を開催して、研究を進めた。2014年には、新潟県妙高市、石川県珠洲市が新たに加盟し、「日本クアオルト協議会」に改組された。2016年8月に秋田県三種町、島根県大田市、群馬県みなかみ町が、2017年には兵庫県多可町が加わり、9自治体となっている。この協議会の中では、日本型クアオルトの品質を向上し均一化するために、日本型クアオルト指標（健康、医療、環境、景観、観光・産業、計画・連携の6領域60項目）を策定して取り組んでいる。
また、クアオルトを研究する学者や医師などが集まり、2015年3月に「日本クアオルト研究機構」（事務局：愛知県名古屋市）が設立された。日本で唯一のクアオルトの総合研究機構として、地域住民の健康増進に関わる学術的な支援と日本型クアオルトを目指す自治体の研究支援に取り組んでいる。
あわせて、日本型クアオルトの基本となる人材育成や気候性地形療法のコース設定などの実務的な事業については、様々な専門家で組織した株式会社・日本クアオルト研究所（名古屋市）が、自治体や健康経営を目指す企業を支援している。
企業では生命保険業界などが、社員の病気予防といった健康経営の一環として活用を始めている。太陽生命保険が2016年に山形県上山市と協定を締結。また損保ジャパン日本興亜ひまわり生命保険が2017年度、全社員のクアオルト体験を始めた。

## 国内で取り組む代表的な地域
山形県上山市では、ミュンヒェン大学がアジアで初めて「気候」の要素を取り入れた気候性地形療法として認定した５箇所８コースがあり、専任のガイドが案内する毎日ウォーキングを提供している。「いつでも、誰でも、一人でも」の合言葉に、年末年始を除く年間約360日間、予約なしで提供されている健康プログラムである。
下記の地域でも同様のプログラムにてウォーキングを実施している。
- 青森県青森市
- 秋田県三種町
- 山形県上山市
- 山形県天童市
- 山形県西川町
- 大分県由布市
- 石川県珠洲市
- 岐阜県白川村
- 岡山県新見市
- 兵庫県多可町
- 岐阜県飛騨市
- 宮崎県延岡市
- 静岡県小山町
- 埼玉県所沢市
- 岐阜県岐阜市
- 三重県志摩市
- 埼玉県横瀬町
- 愛知県岡崎市
- 岐阜県関市
- 滋賀県高島市
- 岐阜県美濃加茂市
- 長野県東御市
- 新潟県妙高市
- 群馬県上野村
- 愛知県名古屋市中区（政令指定都市初）

## 関連書籍
- 小関信行／アンゲラ・シュー（著）『クアオルト（Kurort）入門／気候療法・気候性地形療法入門～ドイツから学ぶ温泉地再生のまちづくり～』